# Centre de photographie contemporaine Robert Capa
Le Centre de photographie contemporaine Robert Capa (en hongrois : Robert Capa Kortárs Fotográfiai Központ) est un musée hongrois de photographie situé dans le 6e arrondissement de Budapest en lieu et place de l'ancien musée Ernst. Il est baptisé du nom du photographe d'origine hongroise Robert Capa.